# Gasthuisstraat (Kampen)
De Gasthuisstraat is een winkelstraat in het centrum van de Nederlandse stad Kampen. De Gasthuisstraat loopt vanaf de Buiten Nieuwstraat en de Nieuwe Markt tot de Oudestraat en de Voorstraat waar hij in overgaat.
De Gasthuisstraat is ongeveer 70 meter lang. Tot 1897 stond hier het middeleeuwse Heilige-Geestgasthuis. Aan dit voormalige gasthuis heeft de straat zijn naam te danken. Binnen enkele jaren na de sloop is de Gasthuisstraat aangelegd. Aan de straat bevindt zich een aantal panden in jugendstil.

## Struikelstenen
- De “Stichting Kamper Struikelstenen” plaatst struikelstenen om eraan te herinneren dat door de nazi’s stadsgenoten zijn gedeporteerd en vermoord. Voor Gasthuisstraat 7, waar Jozef Boektje met zijn familie heeft gewoond, werden in 2011 deze kleine gedenktekens in de bestrating geplaatst.[3]

## Fotogalerij

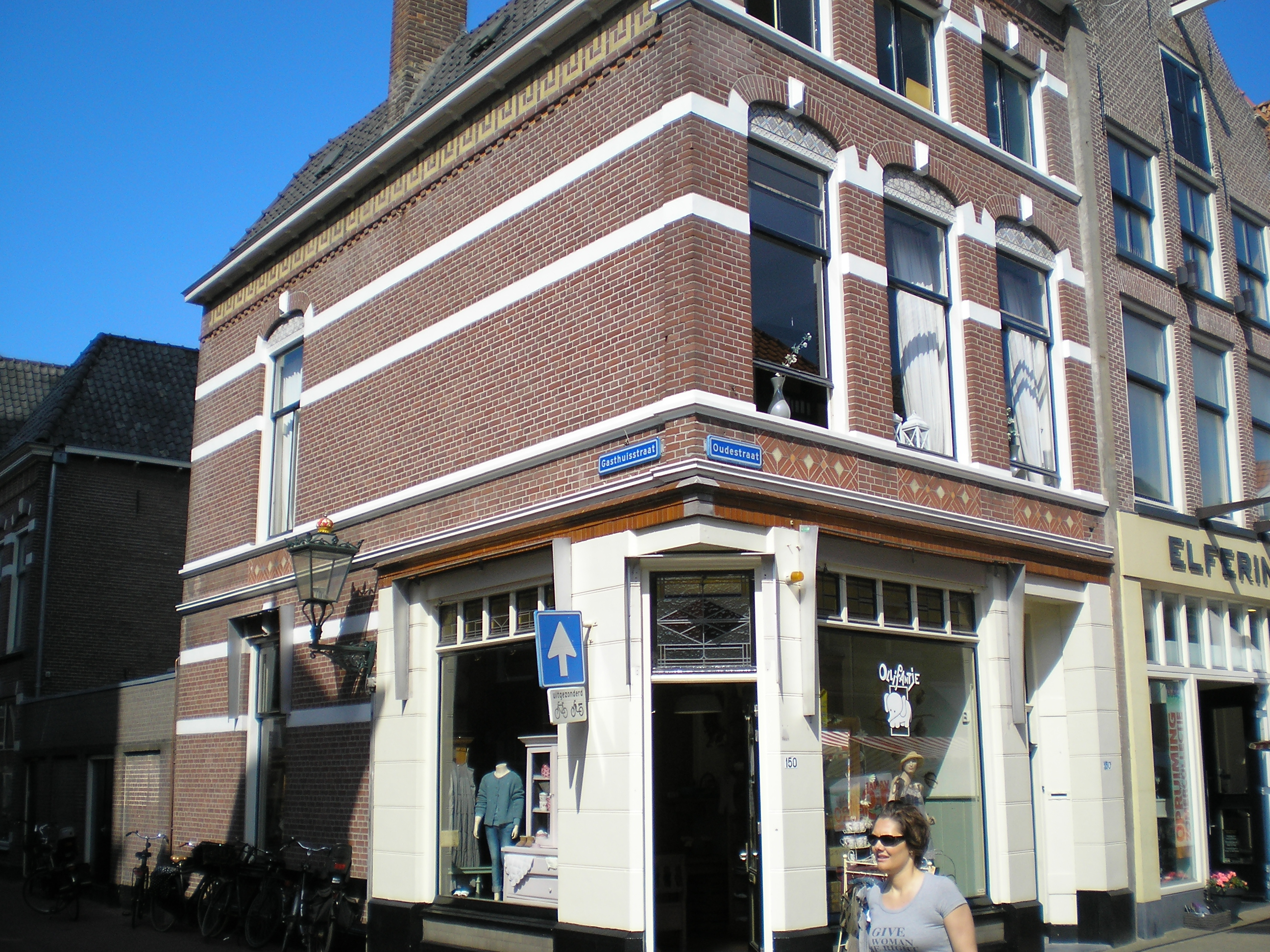
Gasthuisstraat hoek Oudestraat
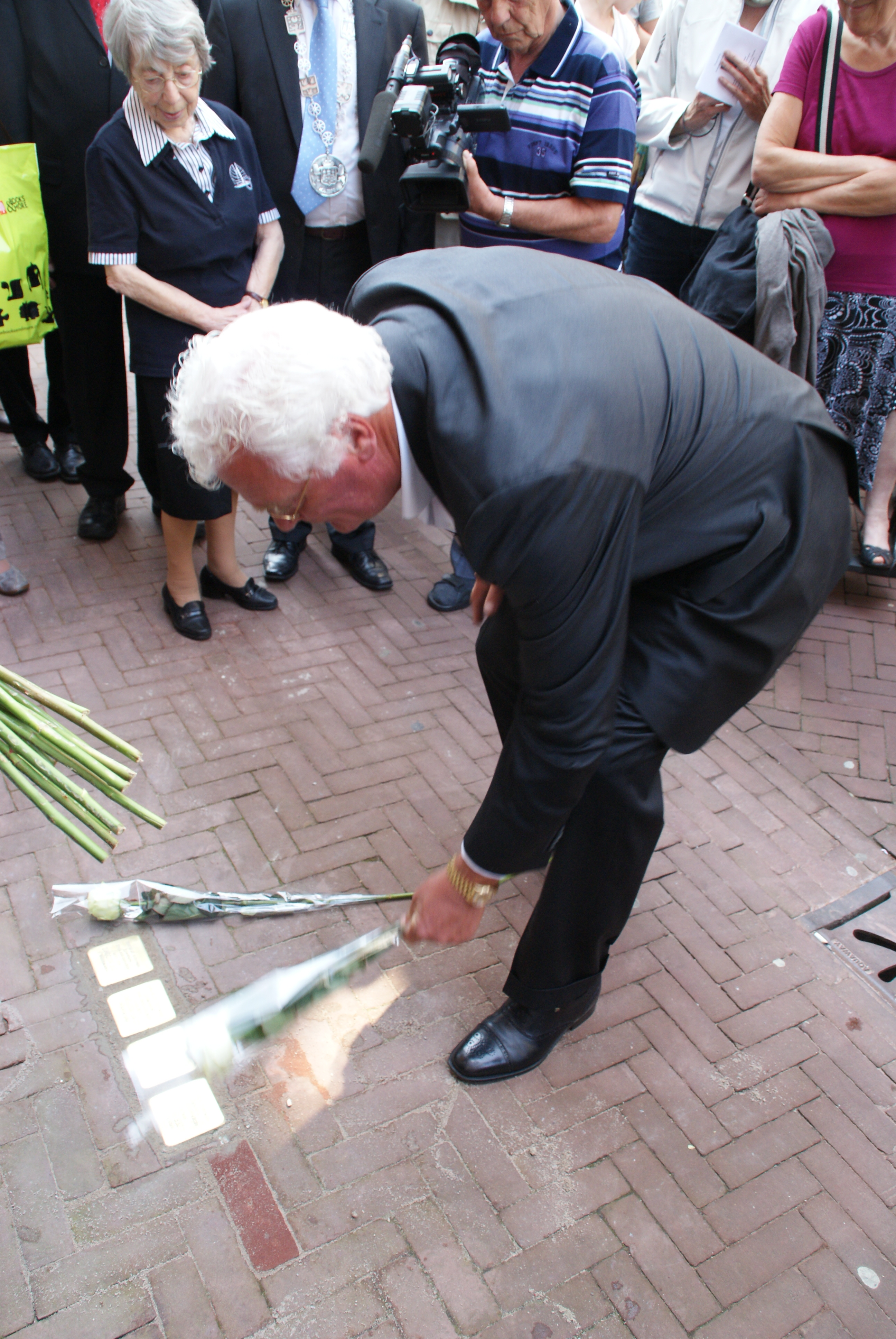
Herdenking wegvoering familie Boektje in 2011

Botermarkt ·
Broederweg ·
Buiten Nieuwstraat ·
Burgwal ·
Burgwalstraat ·
Gasthuisstraat ·
Geerstraat ·
Groenestraat ·
Kerkstraat ·
Koornmarkt ·
Muntplein ·
Nieuwe Markt ·
Oude Raadhuisplein ·
Oudestraat ·
Plantage ·
Van Heutszplein ·
Vloeddijk ·
Voorstraat ·
IJsselkade